# Пам'ятник-стела переможцям у Великій Вітчизняній війні (Сіверськодонецьк)
Па́м'ятник-сте́ла перемо́жцям у Вели́кій Вітчизня́ній війні́ — пам'ятник, присвячений переможцям Німецько-радянської війни у місті Сіверськодонецьк Луганської області. Встановлений 2004 року.
Розташований на площі Перемоги.
Пам'ятник був відкритий 22 жовтня 2009 року.

## Опис пам'ятника
14-метрова тріумфальна колона з червоного граніту, увінчана копією ордена Перемоги, виконаного з бронзи. Вона стоїть на чотириметровому багатоступеневому п'єдесталі, який являє собою чотиригранну призму із залізобетону. На його гранях з чотирьох сторін розміщені бронзові барельєфні сюжетні зображення зі словами вдячності нащадків загиблим у Німецько-радянській війні, її ветеранам.
Передній барельєф: вінок і солдатська каска на схрещених гвинтівках як символ немеркнучої солдатської слави, доблесті, безстрашності, відданості Батьківщині. Далі за годинниковою стрілкою на барельєфах зображені солдати з піднятою в руках зброєю — символ торжества Перемоги, вояки і цивільне населення — зв'язок тилу і фронту; летять журавлі, як пам'ять про загиблих, які віддали своє життя в ім'я перемоги.
Постамент було виконано в Сіверськодонецьку. Але через два роки після встановлення пам'ятника, мародери зірвали бронзове покриття. Тому міська рада і виконком ухвалили: раніше виконані в бронзі зображення увічнити в граніті. Граніт на пам'ятнику має червонуватий відтінок, а для фрагментів обрано сіруватий. Він не зливається із загальним фоном, а навпаки, виділяється.